# Ice Men
Ice Men (br: Homem de Gelo) é um filme canadense de drama lançado em 2004.

## Sinopse
Pela primeira vez que tomou conta da cabana da família, Vaughn convidou seus melhores amigos para um fim de semana de inverno para caçar e beber. Mas a chegada de visitantes inesperados torna este passeio de dois dias em um verdadeiro inferno.

## Personagens
- David Hewlett....  Bryan
- Martin Cummins....  Vaughn
- Brandy Ledford....  Renee
- Greg Spottiswood....  Jon
- James Thomas....  Steve
- Ian Tracey....  TrevorReferências

1. ↑  «Mrs Giggles reviews: Ice Men». mrsgiggles.com. Consultado em 22 de setembro de 2016